# ジャングル・ラブ
ジャングル・ラブ（Jungle Love）は、2007年10月13日に発表されたトムとジェリーテイルズの作品である。

## ストーリー
トムとジェリーはジャングルで追いかけっこをしていた。トムに追われていたジェリーはやがて、トゲが足に刺さり痛がっているサイを見つけてトゲを抜いてあげ、感謝されたのが縁でサイと意気投合。サイはジェリーのボディーガードとなってトムを懲らしめると共に、様々な難関を乗り越えてトムの攻撃から必死に逃れる。
トムはサイとジェリーを追いかけているうちに雌のヘビに一目惚れされ、最後はそのヘビに捕まってしまった。

## 登場キャラクター
トム
ジャングルでジェリーを追いかけるが、様々な野生動物に襲われたり崖下へ転落。同時にジェリーと仲良くなったサイの前に歯が立たなくなってジェリーを捕まえられず、最後は雌のヘビに一目惚れされ捕まってしまった。
ジェリー
トムに追われるうちにトゲが足に刺さり痛がっているサイを見つけてトゲを抜いてあげ、感謝されたのが縁でサイと意気投合。トムに捕まりそうになってもボディーガードとなったサイに守られ、最後はチーズをサイと仲よく分け合った。
サイ
足に刺さっていたトゲを抜いてくれたジェリーに感謝し、それが縁で彼と意気投合。ジェリーのボディーガードとなってトムを撃退し、最後はジェリーからチーズを分けてもらった。
ワニ
池に潜んでおり、自身の背中に乗ってきたトムを完膚なきまでに猛攻撃した。
雌のヘビ
老朽化していた吊り橋が壊れそうになり、何とか渡りきろうとトムによりロープ代わりにされる(トムが追いかけていたジェリーとサイは吊り橋を渡りきったものの、トムは渡りきらないうちに吊り橋が壊れたため崖下の川へ転落し、ウツボに吸い付かれた)。やがてそのトムに一目惚れし、最後はトムを自身の伴侶にしようと捕まえた。
ウツボ
吊り橋が壊れ崖下の川へ転落したトムに吸い付いた。